# Los Diablos Verdes
Los Diablos Verdes es una murga uruguaya fundada en 1939 en el barrio montevideano de La Teja. En 1942 se produjo su debut en el Concurso de Agrupaciones Carnavalescas, obteniendo siete primeros premios: 1959, 1961, 1965, 1981, 1999, 2001 y 2003.

## Historia
El conjunto de murga los Diablos Verdes nació en 1939 gracias a un grupo de niños que lo conformaron, bajo la dirección del pequeño Antonio Iglesias. Las vecinas del barrio La Teja confeccionaron los trajes hechos de arpillera que lucían dichos niños. El nombre de la murga proviene de una de esas mujeres, Doña Carlota, quien llamaba a esos niños "diablos", y del color verde del color de la camiseta del Club Tellier. También colaboraron en la creación de la murga los vecinos Hernán Cejas y Santiago Campos. En el año de su debut, los Diablos Verdes deleitaron al barrio con sus canciones; algunas de las letras fueron escritas por los propios niños y sus padres. 
Unos pocos años después, la murga recorre todo Montevideo gracias a la ayuda de Raúl Varela, quien ofreció transportar a sus integrantes con su propio vehículo. Las letras de sus canciones se ven enriquecidas debido a la colaboración de Manuel Pérez -autor de la retirada del 32 de Asaltantes con Patente-, quien será el letrista del conjunto; es así como los jóvenes murguistas pasaron a cantar exclusivamente sus repertorios.
Al transcurrir el tiempo, los niños se volvieron adultos y la murga realizó su debut en el Concurso de Agrupaciones Carnavalescas bajo la dirección de Rufino Cejas. 
En 1947 y 1948, Santiago Campos fue el director de los Diablos Verdes, y recién en 1949 Antonio Iglesias se registra como director. En 1957, Julio César Gómez y "Cholo" García , y en 1958 Eduardo Gamero, se suman a Antonio Iglesias y la murga llega a los primeros puestos. Un año después, en 1959, los Diablos Verdes conquistan el primer premio. A partir de ese momento, la murga cosecha una seguidilla de éxitos, obteniendo siete veces el título mayor: en 1959, 1961, 1965, 1981, 1999, 2001 y 2003.
Desde el punto de vista social, los Diablos Verdes está identificado con La Federación de Obreros del Vidrio, lugar físico en el cual realizaban sus ensayos previos al Carnaval.
Debido al fallecimiento de uno de sus directores responsables Rafael González en 2018 la murga no pudo continuar con su nombre original. Es por ello que, para inscribirse en el Carnaval 2019 (y luego también en el del 2020), Los Diablos Verdes cambiaron su nombre a La Consecuente.

## Posiciones
- Posiciones obtenidas en el concurso oficial desde el año 1940 hasta la actualidad:

| 1940 | 1941 | 1942 | 1943 | 1944 | 1945 | 1946 | 1947 | 1948 | 1949 | 1950 | 1951 | 1952 | 1953 | 1954 | 1955 | 1956 | 1957 | 1958 | 1959 |
| ---- | ---- | ---- | ---- | ---- | ---- | ---- | ---- | ---- | ---- | ---- | ---- | ---- | ---- | ---- | ---- | ---- | ---- | ---- | ---- |
| -    | -    | 1º   | -    | -    | -    | -    | -    | -    | -    | -    | -    | -    | -    | -    | -    | -    | -    | -    | 1º   |

| 1960 | 1961 | 1962 | 1963 | 1964 | 1965 | 1966 | 1967 | 1968 | 1969 | 1970 | 1971 | 1972 | 1973 | 1974 | 1975 | 1976 | 1977 | 1978 | 1979 |
| ---- | ---- | ---- | ---- | ---- | ---- | ---- | ---- | ---- | ---- | ---- | ---- | ---- | ---- | ---- | ---- | ---- | ---- | ---- | ---- |
| -    | 1º   | -    | -    | -    | 1º   | -    | -    | -    | -    | -    | -    | -    | -    | -    | -    | -    | -    | -    | -    |

| 1980 | 1981 | 1982 | 1983 | 1984 | 1985 | 1986 | 1987 | 1988 | 1989 | 1990 | 1991 | 1992 | 1993 | 1994 | 1995 | 1996 | 1997 | 1998 | 1999 |
| ---- | ---- | ---- | ---- | ---- | ---- | ---- | ---- | ---- | ---- | ---- | ---- | ---- | ---- | ---- | ---- | ---- | ---- | ---- | ---- |
| -    | 1º   | -    | -    | -    | -    | -    | -    | -    | -    | -    | -    | -    | 3º   | 8º   | 9º   | 7º   | 15º  | 4º   | 1º   |

| 2000 | 2001 | 2002 | 2003 | 2004 | 2005 | 2006 | 2007 | 2008 | 2009 | 2010 | 2011 | 2012 | 2013 | 2014 | 2015 | 2016 | 2017 | 2018 | 2019 |
| ---- | ---- | ---- | ---- | ---- | ---- | ---- | ---- | ---- | ---- | ---- | ---- | ---- | ---- | ---- | ---- | ---- | ---- | ---- | ---- |
| 2º   | 1º   | 2º   | 1º   | 2º   | 3º   | 11º  | 9º   | 13º  | 2º   | 9º   | 6º   | 4º   | 2º   | 7º   | 7º   | 6º   | 6º   | -    | -    |

| 2020 | 2021 | 2022 | 2023 | 2024 |
| ---- | ---- | ---- | ---- | ---- |
| -    | -    | 10°  | 9°   | 8°   |

     Sin Información.
     Obtuvo el 1er Premio.
     No accedió a la liguilla.
     No participó.
     No se realizó el concurso oficial de carnaval debido a la pandemia de COVID-19.

## Discografía
- 1984, Los Diablos Verdes  Orfeo – SULP 90727
- 1999, Desde la Teja nació
- 2000, Serán
- 2001, En busca del país de la alegría
- 2003, La caldera de los diablos
- 2004, El laberinto de los diablos (Ayuí)
- 2005, El Uruguay fóbal club (Ayuí)